# 未來希望連帶
未来希望连带是韩国在2007年9月28日成立的亲朴槿惠的保守派政黨，在2011年2月2日与大国家党合并。
最初此政黨為一个大帐篷政党，但2008年以后，随着大国家党派系鬥爭下，親朴槿惠的国会议员大量退党并加入此政党，導致此政黨名称和意識形態急剧变化，转变为亲朴槿惠的保守派政党。
剛成立时定名「真主人联合」 （韓語：참주인연합），先後更名为「未來韓國黨」 （韓語：미래한국당）和「親朴連帶」 （韓語：친박연대）。

## 历史

### 2007年大韓民國總統選舉
真主人聯合成立於2007年9月28日，由前科学技术部部长鄭根謨竞选总统。为支持鄭根謨的參選資格，真主人聯合讓脱离大統合民主新黨的金善美议员担任党代表，以1个國會议席领先于其他没有國會议席数的政党，在總統選舉號次抽籤中拿到「7號」。
2007年12月18日，候选人鄭根謨宣布支持无党派候选人李会昌，但由于距离总统选举前一天，他没有退出竞选，導致他的名字仍在選票上，最終獲得15,380票，排名第9高票。 （0.1%）。

### 2008年大韓民國國會選舉

親朴連帶时代使用的政黨标志

此后，真主人聯合于2008年3月12日更名为未来韓國黨，在同一年的國會選舉中，在大国家党候选人提名过程中被淘汰的親朴槿惠人士，如徐清源、洪思德则不服大國家黨提名脫離大國家党。虽然他们打算成立新政黨参选，但是沒有足夠時間组成新政党参加大选。因此他們加入了在总统选举后決定加入在2007年總統選舉後原本泡沫化的未来韓國黨，之后为了在大选中彰顯自己親朴槿惠的意識形態，未來韓國黨更名为親朴連帶。大国家党旋即提出了是否可以将特定政治人物的名稱作为政党名称的问题，而选举委员会的结论是，「亲朴連帶」可以作为政党名称。
因為在當時國會親朴連帶有3个國會席位，大韓民國的選舉委員會在國會選舉中將親朴連帶的政黨候選號次預設為6号，但如果親朴連帶在區域選區没有候选人，那么来自其他政党的候选人就會獲得「6号」的號次。在此次選舉中，親朴連帶最終获得13%的支持率，超过自由先進黨，支持率排名第三，共获得14个席位，其中6个是區域选区选举产生的。
但2008年，由于比例代表排名第一位的國會議員梁貞禮造假学历、经历和特殊党费争议、第三任比例代表金魯植提名捐款争议，以及庆尚北道庆州选区当选候选人金日润涉嫌分配贿赂等爭議，導致该党陷入困境。随后，親朴連帶於同年4月21日正式開除被法院發出逮捕令的金日潤。随后，最高法院确认比例代表排名第1、2、3名的梁貞禮、徐清源、金鲁植當選无效。
该党名称「亲朴連帶」的「朴」是前大国家党党魁朴槿惠，但实际上朴槿惠并没有加入親朴連帶，而是留在了大国家党。不过，朴槿惠间接支持了他们。

### 與大國家黨重新合并问题
大国家党代表姜在涉表示，不会允许包括亲朴連帶黨員在内的退党人士重新加入大國家黨，但在与朴槿惠與李明博会面后，取消了不准親朴連帶黨員重新加入大國家黨的政策。据推测，重新加入大國家黨的親朴連帶黨員将是除了在检方调查中引起争议的徐清源、梁貞禮、金鲁植之外的黨員。而且，由于親朴連帶有8个比例代表的性质，以及在「真主人聯合」時期就在黨內的人士反對合併，解散政党並讓黨員加入大國家党的行動並不容易。 但大国家党再次讨论合併问题后，决定允许親朴連帶的黨員重新加入大國家黨。
在野黨批评这是不分青红皂白地允许有腐败历史的人重新任职，并称这會導致一黨獨大。 对此，亲朴連帶领导人徐清源表示，亲朴連帶13名國會議员中，有5名地方选区议员从7月15日起申请重新加入大國家黨，而7月底包括8名親朴連帶的比例代表會根據徐清源、金鲁植、梁貞禮等人于因政治獻金问题的审判结果決定是否被保留或移除。  2008年，首尔高等法院宣布徐清源、金鲁植、梁正礼三位候选人的选举无效。 随后，最高法院宣布徐清源、金鲁植、梁正礼的當選无效，禁止遞補，導致比例代表议席数减少至5个。随后，接下来的三位比例代表制(排名第9、10、11名)的候选人针对禁令提出釋憲上訴。宪法法院最終將比例代表制禁止遞補问题裁定為违宪，因此親朴連帶成功遞補3个议席，國會比例席次数保持為8个。
三名國會议员选举无效后，親朴連帶停止與大国家党合并的舉動，并修改党名并繼續独立活动， 2010年2月12日，党名改为未来希望連帶。
2010年3月24日，共同会长徐清源通过狱中信函提出与大国家党无条件合并的提议。然而，反对的声音主要来自准备地方选举的候选人和党员。 对于与大国家党的合并，共同委员长李揆澤反对与大国家党的合併，称其为“不民主、非理性、过时的黑箱協商” ，并打算与沈大平创立的國民中心聯合合併 。 李圭泽代表的宣言将未来希望連帶推向了分裂危机的边缘，但李圭泽通过发言人表示：“我们党已决定在全国大会上决定与大国家党的合并议程。 4月2日的大会上，不存在与沈大平的國民中心聯合合併的问题。”“讨论已经变得毫无意义，所以我们就停止它。”談話间，他撤回了与國民中心聯合的合并，戏剧性地结束了未来希望連帶的分裂危机。 
2010年4月2日，未來希望連帶全国代表大会在国会宪法纪念馆召开，未来希望連帶中128名代表中的91人出席，会议召开后30分钟内，一致通过合并议程，决定与大国家党合并。 
同年4月18日，由部分反对与大国家党无条件合并的未来希望連帶党员和支持者成立未来聯合。  7月14日，大国家党在黨員大会中投票同意讓未来希望連帶併入工会。但由于未来希望連帶的税務问题，未能实现兩個政黨完全合并，  最終，未來希望連帶与大国家党的合并程序于2011年2月2日完成。

## 比例代表提名捐赠腐败案
因选出14名国会议员而引起轰动的亲朴連帶后来因涉嫌在候选人提名过程中收受捐款而受到调查。金日潤因受贿罪被剥夺国会议员席位后，金鲁植和梁貞禮也被發現分别向徐清源议员提供了15亿韩元的請求提名捐款。
当时，梁貞礼的母亲试图通过花钱购买比例代表制候选人席位。起初，他试图购买大国家党排名第16位比例代表，但大国家党拒绝，于是他尝试购买亲朴連帶排名第1位比例代表，親朴連帶接受了。随后，作为亲朴連帶第一比例代表的梁貞禮当选，但在随后的调查中，收买比例代表席位的罪名被揭露，梁貞禮最终被判处10年有期徒刑，缓刑两年，导致她的当选无效，而梁貞禮的母亲被判处有期徒刑一年。此外，金鲁植被判处一年有期徒刑，接受捐款的徐清源被判处一年零六个月有期徒刑。 